# Humbeek Plage
Humbeek Plage is een jaarlijks zomerevenement dat plaatsvindt in Humbeek, een deelgemeente van Grimbergen in de Belgische provincie Vlaams-Brabant. Het evenement wordt georganiseerd door de vzw Humbeek Plage en vindt traditioneel plaats tijdens het eerste weekend van augustus langs het Brussel-Scheldekanaal aan de Westvaartdijk.

## Geschiedenis
De vzw Humbeek Plage werd opgericht in 2011 en kwam voort uit de bestaande vzw Funsport, een lokale vereniging die al meer dan twintig jaar actief is in het organiseren van recreatieve evenementen. Sinds de oprichting groeide Humbeek Plage uit tot een vaste waarde in het lokale zomeraanbod.In 2022 werd de tiende editie van het evenement gevierd. De editie van 2023 viel deels in het water door het slechte weer, de activiteiten werden geannuleerd . Het evenement trekt jaarlijks duizenden bezoekers.

## Concept
Tijdens Humbeek Plage wordt de Westvaartdijk in Humbeek tijdelijk omgetoverd tot een zomers strandparadijs met tonnen zand, een beachbar, een foodcorner, en sfeervolle decoratie. De festiviteiten vinden plaats langs het kanaal, wat bijdraagt aan de unieke vakantiesfeer van het evenement.
Humbeek Plage wordt volledig georganiseerd door vrijwilligers en telt ongeveer 90 leden van verschillende leeftijden. De vereniging werkt het hele jaar door aan de voorbereiding van het evenement.
Een belangrijk aspect van Humbeek Plage is het steunen van lokale goede doelen. Een aanzienlijk deel van de opbrengsten wordt jaarlijks gedoneerd. In 2014 werd bijvoorbeeld een bedrag van 2.000 euro geschonken aan vzw De Raster , een organisatie die kwetsbare jongeren ondersteunt.

## Activiteiten
Humbeek Plage biedt een breed scala aan muzikale optredens en activiteiten voor jong en oud. Live concerten van lokale bands tot optredens van bekende Belgische artiesten zoals: Sam Gooris, Sergio Paul Severs en DJ 4T4. Speciale aandacht gaat uit naar lokale inbreng, met onder andere het segment Humbeek treedt op, waarin plaatselijke groepen en talenten de kans krijgen om het podium te betreden en het publiek te verrassen. Ook aan gezinnen en kinderen is gedacht. Zo kunnen de allerkleinsten zich uitleven met kindvriendelijke animatie (Laalaland), waaronder een vrolijke kidsdisco waar de voetjes van de vloer mogen. Daarnaast worden er sportieve toernooien georganiseerd, zoals petanque en cornhole, die zorgen voor gezelligheid en een vleugje competitie.